# Вулиця Наталії Кобринської (Київ)
Ву́лиця Ната́лії Кобри́нської — вулиця в Дарницькому районі м. Києва, селище Бортничі. Пролягає від вулиці Льва Толстого до кінця забудови.
Прилучаються вулиці Левадна, Млинна, Гоголя, провулки 1-й Левадний і Щучий.

## Історія
Сформована ще у ХІХ столітті, офіційної назви не мала, проходила через кутки Став (початок) та Вигін (кінець). З 1940-х по 2024 рік — вулиця Крилова. Особливістю пролягання вулиці є наявність багатьох розгалужень, в кінцевій частині вулиця розгалужується на 2 дороги.

## Проєкт перейменування
У червні 2022 року вулицю Крилова було винесено на перейменування в межах процесу деколонізації топонімії Києва. За результатами електронного рейтингового голосування на платформі «Київ Цифровий» 15-19 червня 2022 року робоча експертна група рекомендувала Київській міській раді перейменувати вулицю на честь Анатоля Вахнянина.
12 грудня 2024 року вулицю перейменовано на честь української письменниці, засновниці організованого фемінізму в Україні — Наталії Кобринської.

## Громадський транспорт
Маршрути автобусів (дані на 2024 рік)
№ 104: ст. м. «Харківська» — Бортничі (найближча зупинка на сусідній вулиці Шевченка.)